# Íslenski listinn
Íslenski listinn es la lista semanal de las 20 mejores canciones del momento en Islandia. La lista se actualiza cada jueves. A final de año se publica también una lista con las 50 canciones más destacadas del año. La lista ha sido publicada por muchos medios a lo largo de los años, como periódicos, televisión y radio, y actualmente está transmitida por la estación de radio FM957, propiedad de la corporación de medios islandesa, Sýn. 

## Historia
Íslenski listinn y su nombre actual se anunciaron por primera vez en el periódico DV en enero de 1993. La lista fue una cooperación entre DV, la estación de radio Bylgjan y Coca-Cola Islandia. La lista originalmente iba a estar compuesta por 40 títulos y se publicaría todos los jueves en una sección especial de música del periódico. Luego, el jueves por la noche, las canciones sonarían en la radio en un programa especial de tres horas en Bylgjan. El primer programa de radio fue presentado por Jón Axel Ólafsson. 